# كارلوس بيريز (عالم)
كارلوس بيريز (بالإسبانية: Carlos Pérez)‏ هو عالم كولومبي، ولد في 1934.